# Fantasmi (programma televisivo)
Fantasmi (A Haunting) è programma televisivo statunitense sul paranormale, che racconta testimonianze oculari di presunte possessioni, esorcismi ed incontri spettrali. Il programma presenta narrazioni, interviste e rievocazioni drammatiche basate su vari resoconti di presunte esperienze paranormali in luoghi presumibilmente infestati e per lo più residenziali.

## Il programma
Fantasmi originariamente è iniziato come due speciali, A Haunting in Connecticut e A Haunting in Georgia, che sono stati sviluppati da Allison Erkelens, che è stata anche la scrittrice principale. Gli speciali avevano come produttori esecutivi Tom Naughton e Nicolas Valcour per la New Dominion Pictures. Visti gli alti ascolti, A Haunting è diventata una serie settimanale su Discovery Channel nell'autunno del 2005 ed è stata prodotta da Larry Silverman.

## Puntate
| Stagione | Puntate | Prima TV originale | Prima TV originale | Rete televisiva originale | Prima TV Italia |
| Stagione | Puntate | Inizio             | Fine               | Rete televisiva originale | Prima TV Italia |
| -------- | ------- | ------------------ | ------------------ | ------------------------- | --------------- |
| Speciali | 2       | 6 agosto 2002      | 18 settembre 2002  | Discovery Channel         | Inediti         |
| 1        | 8       | 28 ottobre 2005    | 24 marzo 2006      | Discovery Channel         | 2012            |
| 2        | 8       | 10 agosto 2006     | 28 settembre 2006  | Discovery Channel         | Inedita         |
| 3        | 10      | 5 ottobre 2006     | 14 dicembre 2006   | Discovery Channel         | Inedita         |
| 4        | 13      | 10 agosto 2007     | 9 novembre 2007    | Discovery Channel         | Inedita         |
| 5        | 10      | 12 ottobre 2012    | 16 dicembre 2012   | Destination America       | Inedita         |
| 6        | 4       | 29 settembre 2013  | 20 ottobre 2013    | Destination America       | Inedita         |
| 7        | 16      | 1º agosto 2014     | 23 gennaio 2015    | Destination America       | Inedita         |
| 8        | 10      | 3 gennaio 2016     | 20 marzo 2016      | Destination America       | Inedita         |
| 9        | 16      | 21 ottobre 2016    | 30 ottobre 2017    | TLC                       | Inedita         |
| 10       | 10      | 27 maggio 2019     | 29 luglio 2019     | Travel Channel            | Inedita         |
| 11       | 10      | 31 dicembre 2021   | 4 marzo 2022       | Travel Channel            | Inedita         |

### Speciali (2002)
| N° | Titolo originale          | Prima TV          |
| -- | ------------------------- | ----------------- |
| 1  | A Haunting in Connecticut | 6 agosto 2002     |
| 2  | A Haunting in Georgia     | 18 settembre 2002 |

### Prima stagione (2005-2006)
| N° | Titolo originale           | Titolo italiano                   | Prima TV originale | Prima TV Italia |
| -- | -------------------------- | --------------------------------- | ------------------ | --------------- |
| 1  | Hell House                 | Dimora Infernale                  | 28 ottobre 2005    | 10 agosto 2012  |
| 2  | The Haunting of Summerwind | Villa Summerwind infestata        | 4 novembre 2005    | 9 agosto 2012   |
| 3  | Echoes from the Grave      | La casa indemoniata               | 11 novembre 2005   |                 |
| 4  | Cursed                     | Maledetti                         | 18 novembre 2005   |                 |
| 5  | Darkness Follows           |                                   | 2 dicembre 2005    |                 |
| 6  | Lake Club Horror           | Club degli Orrori in riva al Lago | 9 dicembre 2005    | 8 agosto 2012   |
| 7  | Gateway to Hell            |                                   | 17 marzo 2006      |                 |
| 8  | The Diabolical             |                                   | 24 marzo 2006      |                 |

### Seconda stagione (2006)
| N° | Titolo originale      | Prima TV          |
| -- | --------------------- | ----------------- |
| 1  | Demon Child           | 10 agosto 2006    |
| 2  | Sallie's House        | 17 agosto 2006    |
| 3  | Ghost Soldier         | 24 agosto 2006    |
| 4  | Where Demons Dwell    | 31 agosto 2006    |
| 5  | House of the Dead     | 7 settembre 2006  |
| 6  | Hungry Ghosts         | 14 settembre 2006 |
| 7  | Dark Forest           | 21 settembre 2006 |
| 8  | A Haunting in Florida | 28 settembre 2006 |

### Terza stagione (2006)
| N° | Titolo originale      | Prima TV         |
| -- | --------------------- | ---------------- |
| 1  | Fear House            | 5 ottobre 2006   |
| 2  | The Attic             | 12 ottobre 2006  |
| 3  | Hidden Terror         | 19 ottobre 2006  |
| 4  | The Unleashed         | 26 ottobre 2006  |
| 5  | A Haunting in Ireland | 2 novembre 2006  |
| 6  | The Forgotten         | 9 novembre 2006  |
| 7  | The Wheatsheaf Horror | 16 novembre 2006 |
| 8  | The Possessed         | 30 novembre 2006 |
| 9  | The Presence          | 7 dicembre 2006  |
| 10 | The Dark Side         | 14 dicembre 2006 |

### Quarta stagione (2007)
| N° | Titolo originale         | Prima TV          |
| -- | ------------------------ | ----------------- |
| 1  | Dark Wrath               | 10 agosto 2007    |
| 2  | The Awakening            | 17 agosto 2007    |
| 3  | The Calling              | 24 agosto 2007    |
| 4  | The Apartment            | 31 agosto 2007    |
| 5  | Spirits of the Dead      | 14 settembre 2007 |
| 6  | Where Evil Lurks         | 21 settembre 2007 |
| 7  | Spellbound               | 28 settembre 2007 |
| 8  | Echoes of the Past       | 5 ottobre 2007    |
| 9  | Ghost Hunter             | 12 ottobre 2007   |
| 10 | Stalked by Evil          | 19 ottobre 2007   |
| 11 | Casa De Los Muertos      | 26 ottobre 2007   |
| 12 | Monster in the Apartment | 2 novembre 2007   |
| 13 | Legend Trippers          | 9 novembre 2007   |

### Quinta stagione (2012)
| N° | Titolo originale            | Prima TV         |
| -- | --------------------------- | ---------------- |
| 1  | Blood Visions               | 12 ottobre 2012  |
| 2  | Angels and Demons           | 19 ottobre 2012  |
| 3  | Nightmare in Bridgeport     | 26 ottobre 2012  |
| 4  | House Of Horrors            | 2 novembre 2012  |
| 5  | Dark Dreams                 | 9 novembre 2012  |
| 6  | Nightmare Upstairs          | 16 novembre 2012 |
| 7  | Back from the Grave         | 23 novembre 2012 |
| 8  | The Uninvited               | 30 novembre 2012 |
| 9  | The Exorcism of Cindy Sauer | 7 dicembre 2012  |
| 10 | Death's Door                | 16 dicembre 2012 |

### Sesta stagione (2013)
| N° | Titolo originale  | Prima TV          |
| -- | ----------------- | ----------------- |
| 1  | Marked by Evil    | 29 settembre 2013 |
| 2  | Well to Hell      | 6 ottobre 2013    |
| 3  | Black Magic       | 13 ottobre 2013   |
| 4  | Haunted Victorian | 20 ottobre 2013   |

### Settima stagione (2014-2015)
| N° | Titolo originale       | Prima TV         |
| -- | ---------------------- | ---------------- |
| 1  | Demon's Revenge        | 1 agosto 2014    |
| 2  | The Shadowman          | 3 agosto 2014    |
| 3  | Demon Unearthed        | 10 agosto 2014   |
| 4  | Evil Never Dies        | 17 agosto 2014   |
| 5  | Ashes of Evil          | 24 agosto 2014   |
| 6  | Devil Inside Me        | 7 settembre 2014 |
| 7  | Child's Play           | 23 novembre 2014 |
| 8  | Ghost Fury             | 30 novembre 2014 |
| 9  | Nightmare in the Attic | 7 dicembre 2014  |
| 10 | Shape of Evil          | 14 dicembre 2014 |
| 11 | Trapped in Terror      | 21 dicembre 2014 |
| 12 | Portal of Doom         | 28 dicembre 2014 |
| 13 | Ghost Inferno          | 5 gennaio 2015   |
| 14 | Curse of the Mummy     | 11 gennaio 2015  |
| 15 | Conjuring Evil         | 17 gennaio 2015  |
| 16 | Phantom Room           | 23 gennaio 2015  |

### Ottava stagione (2016)
| N° | Titolo originale | Prima TV         |
| -- | ---------------- | ---------------- |
| 1  | Heartland Horror | 3 gennaio 2016   |
| 2  | Mind Control     | 10 gennaio 2016  |
| 3  | Eternal Grief    | 17 gennaio 2016  |
| 4  | Game of Lies     | 24 gennaio 2016  |
| 5  | Evil Rises       | 31 gennaio 2016  |
| 6  | Tunnel Of Death  | 14 febbraio 2016 |
| 7  | House Of Sorrows | 21 febbraio 2016 |
| 8  | Demons Never Die | 6 marzo 2016     |
| 9  | Ghosts Of War    | 13 marzo 2016    |
| 10 | Vision Of Terror | 20 marzo 2016    |

### Nona stagione (2016-2017)
| N° | Titolo originale  | Prima TV         |
| -- | ----------------- | ---------------- |
| 1  | Demon's Lair      | 21 ottobre 2016  |
| 2  | Ghost Confessions | 28 ottobre 2016  |
| 3  | Immortal Love     | 28 ottobre 2016  |
| 4  | Love Curse        | 4 novembre 2016  |
| 5  | Ghost Protecter   | 12 novembre 2016 |
| 6  | Fear Feeder       | 19 novembre 2016 |
| 7  | Mother's Terror   | 26 novembre 2016 |
| 8  | Dangerous Games   | 2 dicembre 2016  |
| 9  | Living Nightmare  | 9 dicembre 2016  |
| 10 | Bewitched         | 17 marzo 2017    |
| 11 | Face of Evil      | 24 marzo 2017    |
| 12 | Ghostly Voices    | 31 marzo 2017    |
| 13 | Untouchable       | 9 ottobre 2017   |
| 14 | Buried Secrets    | 16 ottobre 2017  |
| 15 | Masks of Terror   | 23 ottobre 2017  |
| 16 | Field of Ghosts   | 30 ottobre 2017  |

### Decima stagione (2019)
| N° | Titolo originale       | Prima TV       |
| -- | ---------------------- | -------------- |
| 1  | Demon Whispers         | 27 maggio 2019 |
| 2  | House of Nightmares    | 3 giugno 2019  |
| 3  | Wicked Eviction        | 10 giugno 2019 |
| 4  | Haunted Past           | 17 giugno 2019 |
| 5  | Provoking Evil         | 24 giugno 2019 |
| 6  | The Haunted Cabinet    | 1 luglio 2019  |
| 7  | Grave Awakenings       | 8 luglio 2019  |
| 8  | Norman the Doll        | 15 luglio 2019 |
| 9  | When the Lights Go Out | 22 luglio 2019 |
| 10 | Gateway to Evil        | 29 luglio 2019 |

### Undicesima stagione (2021-2022)
| N° | Titolo originale         | Prima TV         |
| -- | ------------------------ | ---------------- |
| 1  | Bottled Spirits          | 31 dicembre 2021 |
| 2  | Deliverance in Chicago   | 7 gennaio 2022   |
| 3  | Daydreams and Nightmares | 14 gennaio 2022  |
| 4  | Inner Demons             | 21 gennaio 2022  |
| 5  | Asylum 49                | 28 gennaio 2022  |
| 6  | Return to Bergen House   | 4 febbraio 2022  |
| 7  | Nevermore                | 11 febbraio 2022 |
| 8  | The Devil's Doll         | 18 febbraio 2022 |
| 9  | The Man in the Closet    | 25 febbraio 2022 |
| 10 | Deliver Us From Evil     | 4 marzo 2022     |

## Trasmissione
Lo show è andato in onda originariamente dal 6 agosto 2002 al 9 novembre 2007 su Discovery Channel, che ha prodotto quattro stagioni di 39 episodi. Dopo quasi cinque anni di pausa, la New Dominion ha iniziato a produrre nuovi episodi di A Haunting nel 2012. Le stagioni dalla quinta all'ottava sono state trasmesse sul canale Destination America dal 12 ottobre 2012 al 20 marzo 2016. A partire dalla nona stagione dello show, è andato in onda su TLC Network, dove è stato presentato in anteprima il 21 ottobre 2016 e si è concluso l'anno successivo il 30 ottobre 2017. Nel 2019, la decima stagione dello show è stata presentata in anteprima su 
The Travel Channel. Dopo una pausa di due anni, l'undicesima stagione di A Haunting ha debuttato il 31 dicembre 2021 su Travel Channel e Discovery Plus.

## DVD
La Timeless Media Group ha pubblicato per la prima volta le prime 7 stagioni in DVD nella regione 1.
Il 14 ottobre 2014, Timeless Media Group ha pubblicato A Haunting- The Television Series: Special Edition, un cofanetto di 9 dischi con le stagioni 1-6.

## Films
La Gold Circle Films ha creato due lungometraggi basati sui casi presenti in Fantasmi: Il messaggero - The Haunting in Connecticut uscito nel 2009, e The Haunting in Connecticut 2: Ghosts of Georgia, uscito nel 2013.